# Åkerholmen (Boden)
Åkerholmen is een dorp binnen de Zweedse gemeente Boden. Het dorp ligt ingeklemd tussen de meren Åkerholmsträsket en Norrsjön. Gezien het achtervoegsel holmen, dat eiland betekent, was de plaats waar het dorp nu ligt een eiland in toen één meer. Door de plaatselijke verhoging van het gebied ligt het nu op een landtong tussen beide meren. Tot het dorp worden ook de gehuchten Norrsjön, Junkerträsk, Stavträsk, Vitträsk en Hatt-tjärn gerekend.
Bestuurscentrum: Boden (tätort)
Tätort: Bodträskfors · Gunnarsbyn · Harads · Sävast · Unbyn · Vittjärv
Småort: Åbergstorp · Brännberg · Bredåker · Buddbyn · Degerbäcken · Lakaträsk · Österåker · Överstbyn · Skogså · Sörbyn · Svartbjörnsbyn · Svartlå
Overig: Abramsån · Åkerholmen · Aldernäs · Alträsk · Åskogen · Brobyn · Flarken · Forsnäs · Forsträskhed · Gemträsk · Gransjö · Heden · Hundsjö · Inbyn · Lassbyn · Lombäcken · Mjedsjön · Mockträsk · Nedre Flåsjön · Norra Svartbyn · Norriån · Notträsk · Övre Flåsjön · Råbäcken · Rågraven · Rasmyran · Rödingsträsk · Rörån · Sandträsk · Skogså · Storsand · Svartbäcken · Södra Harads · Valvträsk · Vändträsk · Vibbyn
Wijk Boden: Södra Svartbyn en Trångfors